# Prijatelj (priimek)
Prijatelj je priimek več znanih Slovencev:
- Andrej Prijatelj, fotograf
- Andreja Prijatelj (1953—2002), matematičarka
- Anton Prijatelj (1931—2014), zdravnik, specialist medicine dela
- Ivan Prijatelj (1875—1937), literarni in kulturni zgodovinar, esejist, univerzitetni profesor
- Ivan Prijatelj (1889—1969), šolnik, ravnatelj učiteljišča v Ljubljani
- Ivo Prijatelj (*1954), gledališčnik, dramatik
- Iza Bernot (r. Prijatelj) (1899?—1987), novinarka (žena Zvonimirja Bernota)
- Jaka Prijatelj (*1961), starinar in fotograf
- Jaka Prijatelj, športni plezalec-inštruktor, alpinist?
- Janez Prijatelj (* 1947), slovenski poslovnež in lokalni politik
- Karel Prijatelj (1883—1980), šolnik, geograf, profesor
- Maila Golob (r. Prijatelj) (1907—1983), prevajalka
- Maja Prijatelj Videmšek, novinarka
- Marko Prijatelj (* 1952), slovenski pravnik, poslovnež in lokalni politik
- Metod Prijatelj (1958—2025), arhitekt
- Niko Prijatelj (1922—2003), matematik, logik, pedagog, univ. profesor
- Srečko Prijatelj (*1962), železničar, politik, podjetnik ?
- Peter Prijatelj (1844—1871), slikar

#### tuj nosilec priimka:
- Kruno Prijatelj (1922—1998), hrvaški umetnostni zgodovinar in akademik